# Stadtamhof

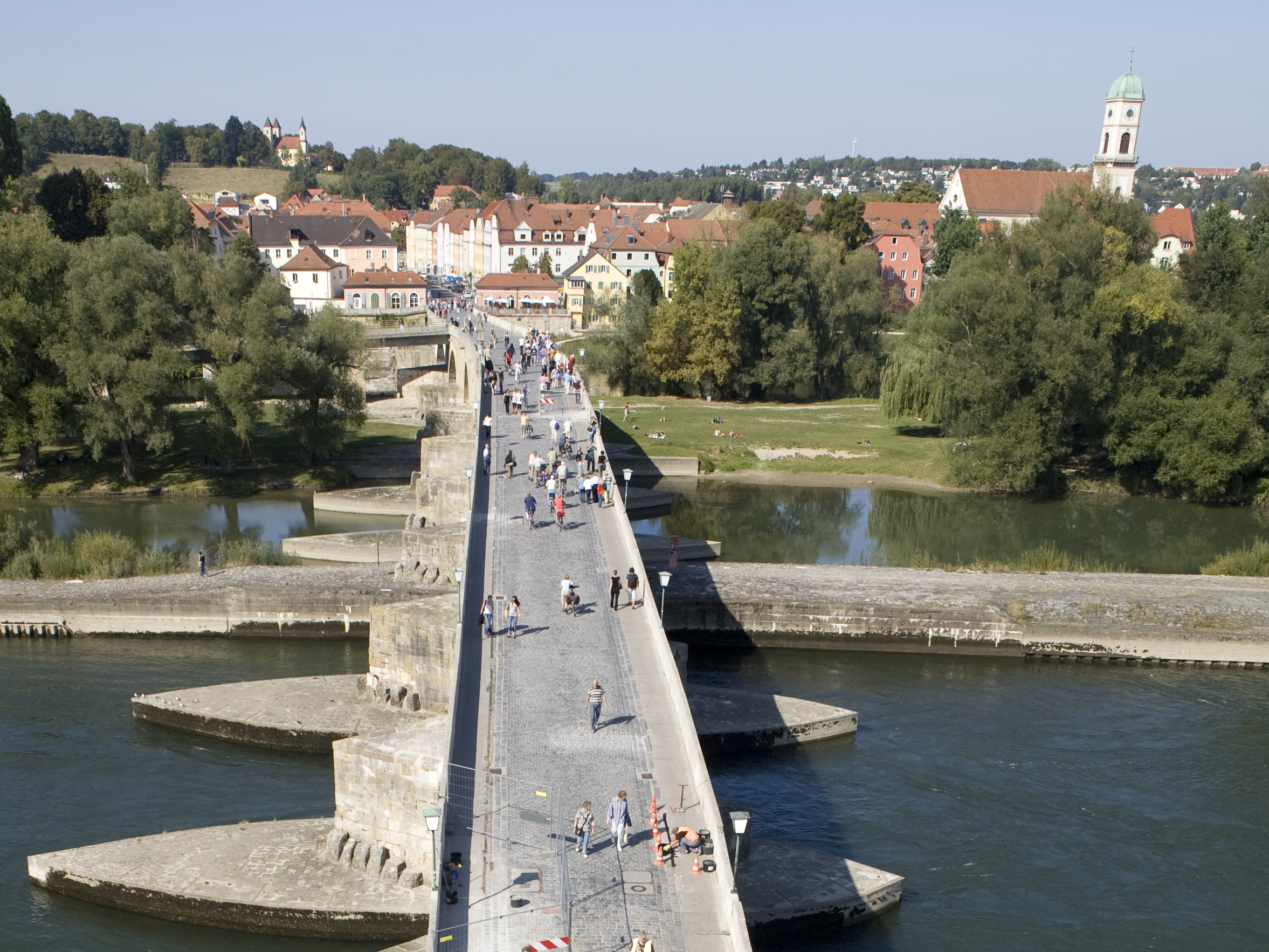
Vista sul ponte di pietra per Stadtamhof

Stadtamhof è il distretto 02 di Ratisbona. L'ex città bavarese indipendente, ducale o elettorale sulla riva nord del Danubio è stata fondata il 1º aprile 1924 e poi incorporata a Ratisbona. Dal 13 luglio 2006, Stadtamhof, insieme al centro storico di Ratisbona, è stato dichiarato patrimonio dell'umanità dall'UNESCO.

## Geografia

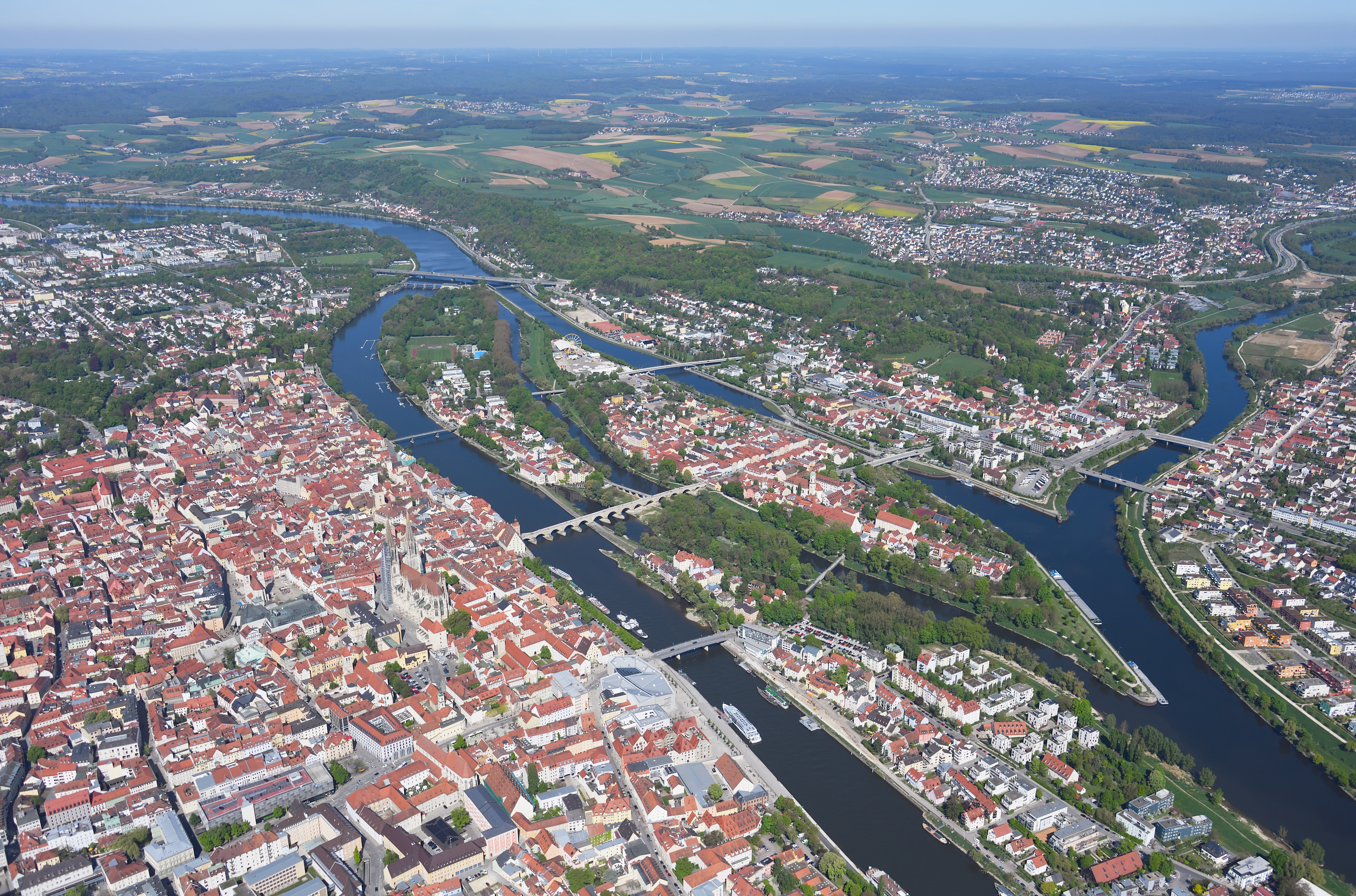
Vista aerea di Stadtamhof

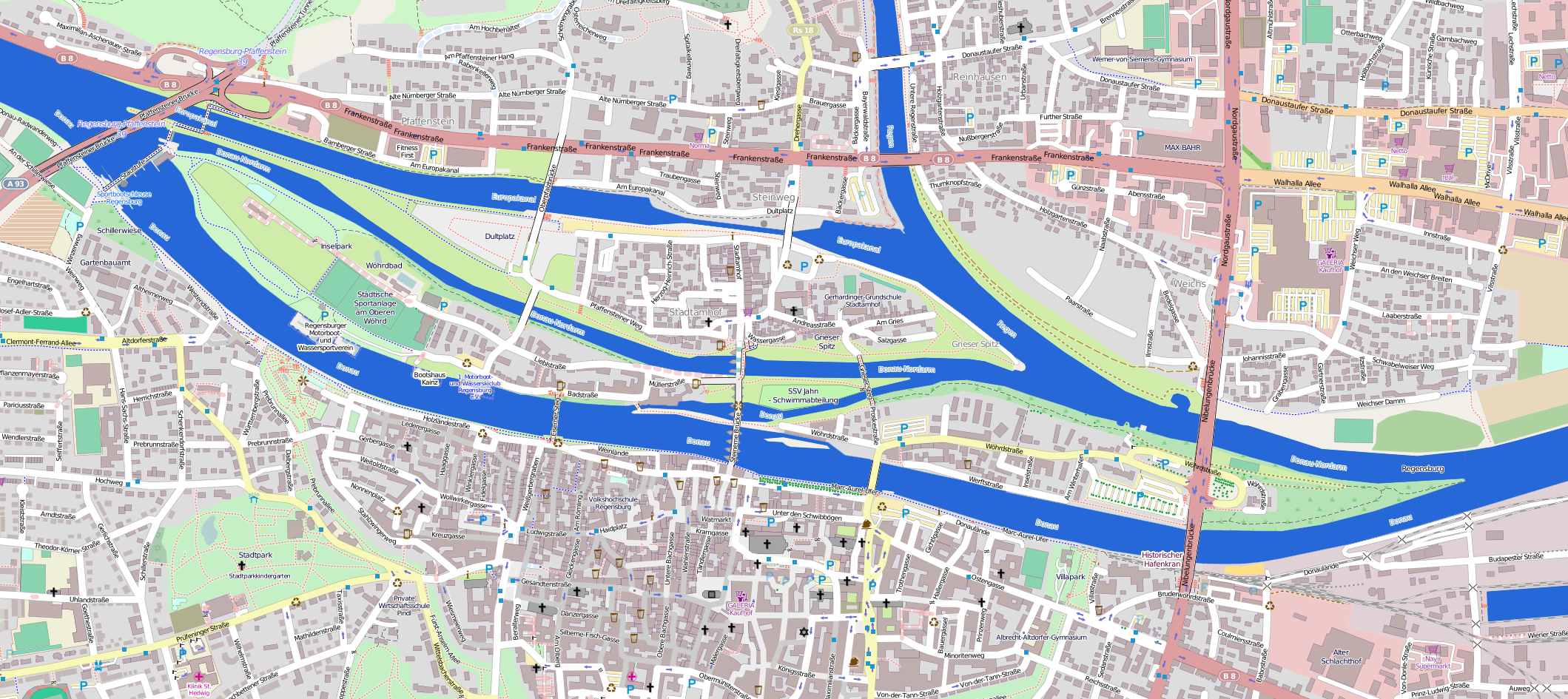
Stadtamhof con canale e entrambi i rami del Danubio, Regen e Grieser Spitz

Con una superficie di 0,66 km² è il più piccolo dei 18 distretti di Ratisbona. La cittadina di Stadtamhof è stata fondata il 1 aprile 1924 e poi incorporata in Ratisbona ma è rimasta la sede dell'ufficio distrettuale di Stadtamhof fino all'ottobre 1929. La restante area dell'ex ufficio distrettuale di Stadtamhof, senza la cittadina, fu quindi assegnata all'ufficio distrettuale di Ratisbona, che fu ribattezzato distretto di Ratisbona nel 1939.
Il centro storico di Ratisbona è direttamente collegato al quartiere Stadtamhof dal ponte di pietra sul Danubio, che termina all'altezza del Katharinenspital a St. Katharinenplatz. Fino al 1809 la piazza era la sede della Torre Nera, l'ex torre nord delle fortificazioni della città di Ratisbona. In prosecuzione del ponte in pietra, corre l'ampia via principale del rione 200, adibita saltuariamente a mercato più a nord, e termina con un cancello a pilone sulla strada che prende il nome dal bacino alluvionale del Danubio, Am Protzenweiher, che un tempo scorreva qui. In questo punto, a nord di Stadtamhof, il Canale europeo di Ratisbona, parte del progetto del Canale Meno-Danubio, scorre nell'ex bacino alluvionale del Danubio dal 1978.
Dal completamento del Canale europeo di Ratisbona (periodo di costruzione 1972-1978), Stadtamhof è stato separato dal distretto di Steinweg dal canale e quindi, per così dire, è un'isola, a volte indicata anche come tale. Gli abitanti di Ratisbona, invece, generalmente non annoverano Stadtamhof tra le isole del Danubio.

### La periferia diGriese ilGrieser Steg
L'area di Stadtamhof si estende dal chilometro 2381,22 del fiume (congiunzione del Canale Europeo col fiume principale del Danubio) al chilometro 2379,24. Immediatamente a sud (a destra orografica) di Stadtamhof si trova l'isola di Oberer Wöhrd e più a valle del ponte di pietra l'isola di Unterer Wöhrd. Entrambe sono accessibili solo da Stadtamhof entro 50 m dal ramo settentrionale del Danubio. All'estremità orientale dell'isola di Stadtamhof, il canale europeo e il ramo settentrionale del Danubio confluiscono nel fiume Regen, formando un ampio spazio aperto erboso che si assottiglia verso est, precedentemente noto come Mangwiesen dal vicino monastero di St. Mang ed è ora chiamato Grieser Spitz. Il nome deriva dalla via che termina lì con il nome Am Gries, che significa qualcosa di simile a piatta spiaggia sabbiosa. Il nome si è ampliato per includere l'insediamento periferico di Stadtamhof con il suo idilliaco insieme di case.
Questo insediamento periferico è raggiungibile anche da Untere Wöhrd e quindi anche dal centro storico di Ratisbona. Per fare ciò, a nord si utilizza prima il ponte di ferro sul braccio meridionale del Danubio e poi il cosiddetto Grieser Steg sul braccio settentrionale del Danubio. La passerella è un vecchio ponte provvisorio per pedoni e ciclisti, progettato per la prima volta nel 1920, ma all'epoca non realizzato. Solo dopo la fine della seconda guerra mondiale, quando era urgentemente necessario un ponte provvisorio per attraversare il Danubio a causa della distruzione dei grandi ponti, l'amministrazione militare statunitense progettò una passerella pedonale e ciclabile come struttura in legno su travi di ferro, progettata il 9 maggio 1946, completata e inaugurata il 17 maggio con una cerimonia. Già nell'inverno 1946/1947 la passerella fu gravemente danneggiata da un'ondata di ghiaccio e dovette essere nuovamente smontata. Nello stesso anno, è stato costruito un nuovo ponte, su massicci pilastri di cemento, utilizzando componenti del ponte LZ Brücken-Bauelementen da vecchi ceppi della Wehrmacht, che furono utilizzati anche per la costruzione dell'Eiserner Steg sul braccio meridionale del Danubio, che era in costruzione allo stesso tempo e doveva collegare l'Alto Wöhrd al vecchio stand Il Grieser Steg è stato inaugurato il 17 dicembre 1947 ed è rimasto in funzione fino al 2021 quando è diventato un monumento Con oltre 800 "lucchetti dell'amore", la passerella è molto popolare tra i giovani dal 2000 come punto di partenza per i salti nel braccio settentrionale del Danubio. Questo è il motivo per cui ha suscitato scalpore quando la città di Ratisbona ha annunciato, nel 2021, che la passerella doveva essere ricostruita a partire dal 2024/2025, rispettando i seguenti criteri: conservazione della natura, conservazione dei monumenti, paesaggio urbano, sicurezza del traffico e protezione dalle inondazioni. Ciò significa che il nuovo ponte sarà largo 6.50 metri, quasi 3 metri in più, rispetto all'attuale passerella, per consentire il passaggio ai mezzi dei vigili del fuoco. Inoltre, l'impalcato dovrà essere 0,5 m più alto per garantire un rapido drenaggio in caso di piena. Ciò crea difficoltà nel collegare il nuovo ponte alla viabilità esistente, tanto più che si deve prevenire l'utilizzo indesiderato del ponte da parte di veicoli privati senza pregiudicare l'utilizzo da parte dei ciclisti. Finora c'è stata una contraddizione sui termini di allargamento, per cui una nuova larghezza di 4 m è stata giudicata sufficiente.

## Storia

### Storia antica
Non sono disponibili prove archeologiche della storia più antica di Stadtamhof. Solo durante gli scavi nel sito dell'ex Torre Nera è stata trovata una pavimentazione del X e XI secolo. Il documento più antico, del 981, cita una tenuta Scierstadt "a Nordgau nella periferia di Ratisbona" Un nucleo di insediamento originale per l'attuale Stadtamhof, chiamato villaggio, è menzionato per la prima volta nel 1050.
Intorno alla metà dell'XI secolo è assicurata l'esistenza di una Chiesa di san Magnus sulla sponda nord del Danubio Nel 1138 fu fondata l'Abbazia di S. Mang secondo le regole degli Agostiniani. L'abbazia fu dotata dei possedimenti del fondatore, il canonico di Ratisbona "Gebhard", compresi i prati chiamati poi Mangwiesen alla confluenza del Danubio con il Regen. L'edificio fu posto sotto la protezione di Papa Innocenzo II, nel 1139, e divenne un luogo di pellegrinaggio molto visitato.
Sono stati tramandati diversi nomi contemporanei, come B. "Stat am Hoff bey Regensburg" o semplicemente "Vorstadt". Nel XII secolo passò al re romano-tedesco Corrado III come luogo della comunità mercatale, e intorno al 1250 passò sotto la sovranità dei Wittelsbacher. Mentre Ratisbona divenne una Libera Città Imperiale, Stat am Hoff rimase nel Ducato o Elettorato di Baviera. Nel 1322, l'imperatore Ludovico il Bavaro sospese tutte le tasse per un anno in modo che la città potesse essere fortificata per la prima volta con una cinta muraria. Il provvedimento era diretto anche contro la Libera Città Imperiale di Ratisbona, poiché il luogo si trovava all'estremità settentrionale, strategicamente importante, del Ponte di Pietra e la città di Ratisbona cercava sempre di inglobare il borgo. Cinquant'anni dopo, Ratisbona fece distruggere completamente lo Stadtamhof nella guerra della città tra il 1387 e il 1389 per impedire l'insediamento di potenziali nemici. Dal 1409 al 1486 il mercato fu dato in pegno a Ratisbona. Durante questo periodo, nell'area del Katharinenspital furono eseguite ulteriori misure di demolizione, perché la torre di difesa settentrionale del ponte di pietra doveva essere circondata da un muro e da un fossato in preparazione degli attacchi previsti da parte degli hussiti e ampliata in una testa di ponte difficile da conquistare.
Nel 1496 Stadtamhof fu elevata al rango di città dal duca Alberto IV di Baviera. Lo stemma della città rappresentava tre chiavi.

### XVII secolo
Durante la Guerra dei trent'anni, le truppe svedesi conquistarono le città di Ratisbona e Stadtamhof nel novembre 1633. In previsione di un attacco delle truppe imperiali, per riconquistare Ratisbona dal nord della Boemia, Stadtamhof fu ampliata dagli svedesi in una struttura difensiva di fronte al Ponte di Pietra, con la torre di difesa settentrionale, la cosiddetta torre nera, come centro. Quasi tutte le case e persino gli edifici della chiesa e del monastero di St. Mang furono demoliti per potervi costruire opere esterne, fossati e bastioni. Rimasero solo il Katharinenspital, 5 case e 2 mulini. In effetti, gli svedesi furono in grado di tenere il ponte di pietra contro una grande forza travolgente per 6 mesi durante i combattimenti per Ratisbona, che fu conquistato dalle truppe imperiali bavaresi solo dopo un attacco a sorpresa da ovest attraverso l'isola danubiana di Oberer Wöhrd. Ciò significava che la città di Ratisbona non poteva più essere difesa, tanto più che gli svedesi finirono la polvere perché anche le polveriere operanti sul Danubio potevano essere colpite dal ponte.
Subito dopo la fine della Guerra dei trent'anni, nel 1650, i francescani riformati iniziarono a costruire il convento francescano a ovest di Stadtamhof sull'odierna Franziskanerplatz, la cui chiesa fu demolita dopo il 1802, mentre gli edifici del monastero continuarono ad essere utilizzati dopo la ristrutturazione.

### XVIII secolo
All'inizio del XVIII secolo infuriò la peste nella città, che all'epoca contava circa 1 500 abitanti.
Nella guerra di successione spagnola (1701–1714), l'elettore bavarese Massimiliano II rifiutò fedeltà all'imperatore Giuseppe I. Si era schierato con i francesi e aveva agito come alleato del re francese Luigi XIV. Minacciosamente, radunò le sue truppe a nord del Danubio, a Stadtamhof, e installò il suo quartier generale nel castello di Weichs. Nell'aprile del 1703 estorse un patto di neutralità alla città imperiale di Ratisbona, facilmente raggiungibile tramite il ponte di pietra, e la resa della città, che ricevette il generale bavarese Alessandro Maffei.
Alle porte di Ratisbona, Massimiliano fece fortificare lo Stadtamhof bavarese con bastioni e palizzate. La situazione poco chiara aumentò quando, nell'agosto 1704, un forte esercito imperiale, sotto il comando del feldmaresciallo Ludwig von Herbeville, si avvicinò da nord. Il 10 agosto iniziò ad installare i cannoni sul Dreifaltigkeitsberg e sul ponte sul Regen per Reinhausen. L'elettore bavarese Massimiliano si sentiva minacciato e quando si rese conto di essere militarmente inferiore, occupò rapidamente la città di Ratisbona con le sue truppe e per precauzione fece disarmare la milizia cittadina. Massimiliano rifiutò, tuttavia, di arrendersi alle truppe imperiali. Quando gli abitanti di Stadtamhof non volevano arrendersi senza combattere, la sera dell'11 agosto venne effettuato un bombardamento di Stadtamhof. Il giorno seguente Stadtamhof fu preso d'assalto in tre punti dalle truppe imperiali,
- dietro il Franziskloster
- al monastero di St. Mang
- all'estremità orientale dell'isola Stadtamhof Am Gries

Gli attacchi ebbero successo e vi furono saccheggi notturni, da parte dei conquistatori, e incendi. Inoltre, Stadtamhof dovette pagare un riscatto di 2000 fiorini e nutrire 600 ussari. Poiché l'occupazione non aveva fine, i membri del consiglio cittadino chiesero l'indulgenza al Kaiser di Vienna e la ottennero. Un ordine imperiale a Herbeville pose fine all'occupazione. Solo decenni dopo, nel 1862, fu posta una targa commemorativa nella casa An der Schierstadt n. 3 per i 12 cittadini morti nei combattimenti.

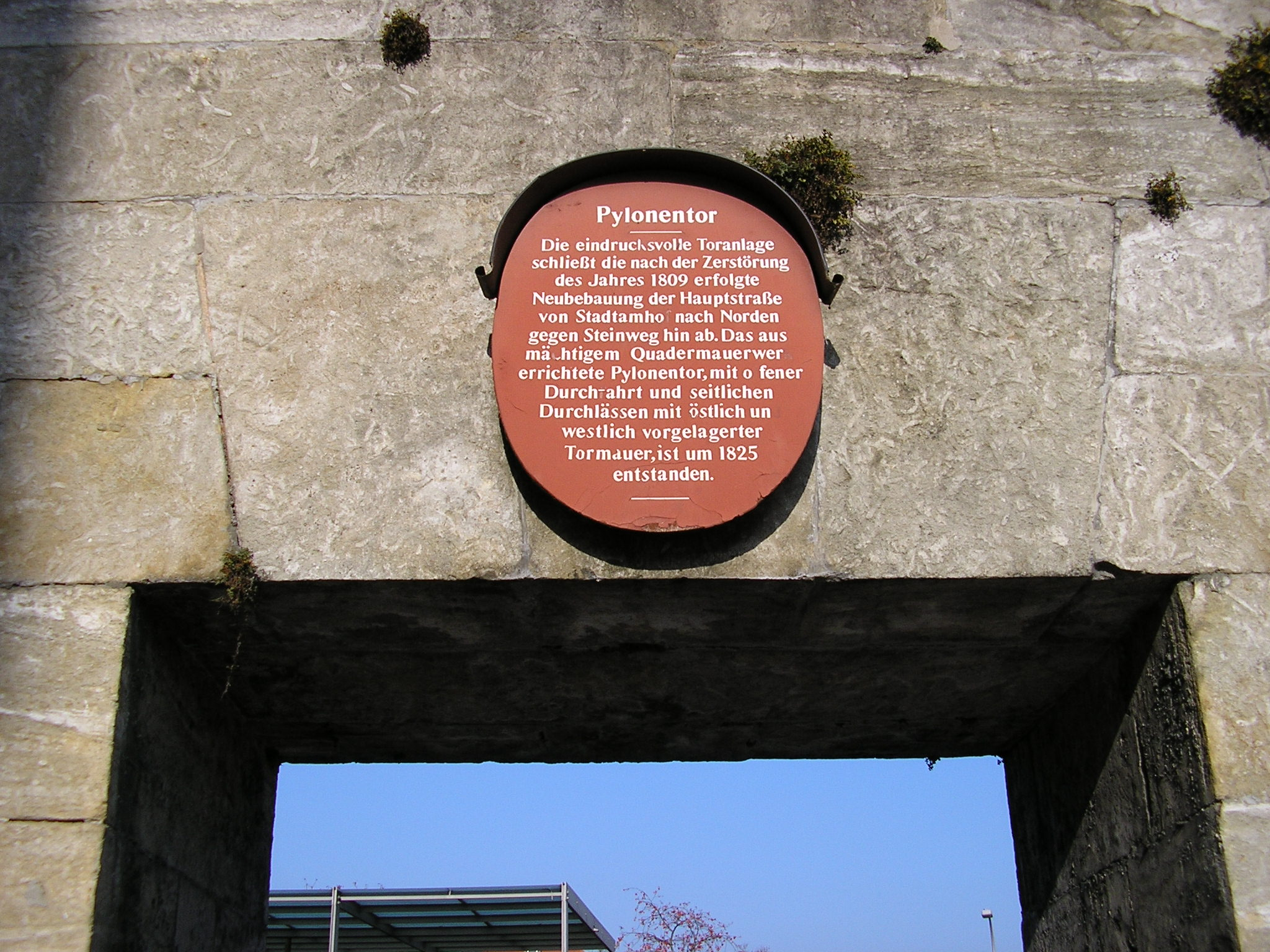
Cancello del pilone - Tabella informativa per i turisti

### XIX secolo

#### Anno 1809
All'inizio del XIX secolo divenne comune l'attuale nome Stadtamhof. Durante la quinta guerra di coalizione, Stadtamhof fu nuovamente teatro di combattimenti. Le truppe austriache attaccarono il 10 aprile dal Regno di Baviera, che a quel tempo era alleato di Napoleone nella Confederazione del Reno. Il 19 aprile le truppe austriache, provenienti dal nord, raggiunsero Stadtamhof. Il 65º reggimento di fanteria, per garantire Ratisbona, era di stanza sul Dreifaltigkeitsberg, che era presidiato dall'esercito del maresciallo Davout con 12 compagnie di 200 uomini ciascuna. Queste truppe francesi dovettero cedere il passo allo strapotere austriaco e si ritirarono nell'area urbana di Stadtamhof, dove furono temporaneamente protette dalla porta nord di Stadtamhof che fu bombardata dall'artiglieria austriaca e dopo pesanti combattimenti, casa per casa, il Corpo d'armata austriaco di Kolowrat dovette ritirarsi lo stesso giorno. Il giorno successivo, quando gli attaccanti austriaci ricevettero ulteriori rinforzi, le truppe francesi si arresero e il comandante locale, colonnello Louis François Coutard, consegnò sia Stadtamhof che Ratisbona agli austriaci.
Dopo che le truppe dell'arciduca Carl, il 22 aprile vicino a Eggmühl, subirono pesanti perdite e una sconfitta decisiva, si ritirarono a Ratisbona, dove il giorno successivo scoppiò la cosiddetta Battaglia di Ratisbona. Il 23 aprile le truppe francesi assaltarono e saccheggiarono Ratisbona e poi tentarono di catturare l'indebolito esercito austriaco, che fuggì sul Danubio e sullo Stadtamhof. Per evitare ciò, gli austriaci incendiarono sistematicamente lo Stadtamhof con granate e getti di pece, distruggendolo quasi completamente. Negli anni successivi lo Stadtamhof fu ricostruito all'aspetto attuale.

#### Iscrizione commemorativa nella porta del pilone

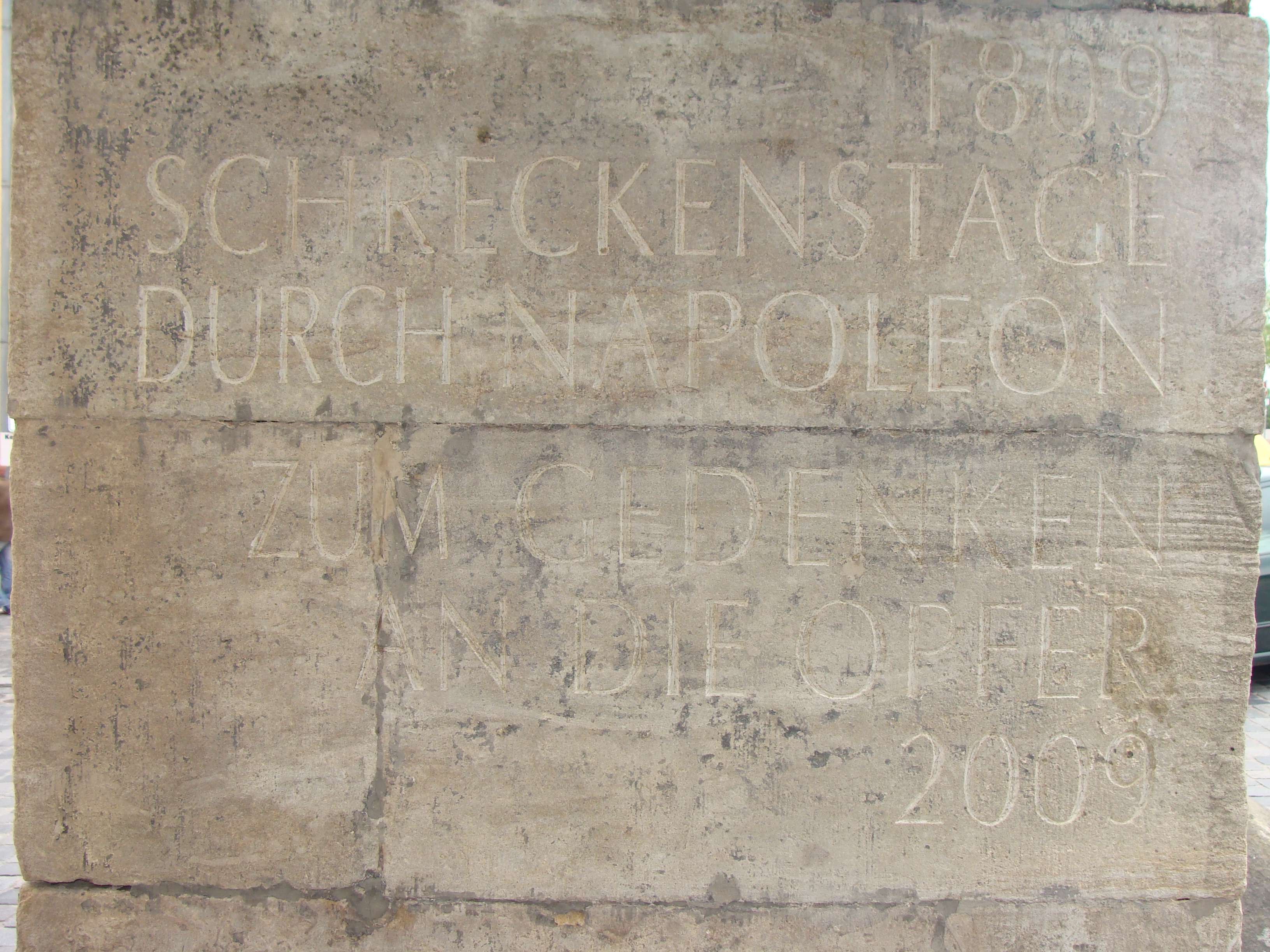
Iscrizione nella porta del pilone

Dall'aprile 2009 c'è un'iscrizione nella porta del pilone con il seguente testo:
"1809
GIORNI DEL TERRORE
DI NAPOLEONE
IN MEMORIA
DELLE VITTIME
2009"
La formulazione dell'iscrizione risale al consigliere culturale di Ratisbona Klemens Unger. I critici hanno interpretato il testo come un'espressione del "maniacale odio verso i francesi" di Unger. Secondo un gran numero di storici che si sono pronunciati in una critica sovraregionale, il testo dell'iscrizione è di fatto errato perché la distruzione fu causata dalle truppe austriache.
Indipendentemente da ciò, va anche tenuto presente che il cosiddetto "esercito francese" era un esercito della Confederazione del Reno. Furono coinvolte anche le truppe bavaresi e del Württemberg. Anche Ratisbona dovette fornire uomini, dal 1808, come membro della Confederazione del Reno, alcuni dei quali morirono contemporaneamente nel teatro di guerra in Spagna.
Ad esempio, il curatore generale dell'Ufficio statale bavarese per la conservazione dei monumenti e predecessore di Unger, Egon Johannes Greipl, afferma che il testo dell'iscrizione effettivamente errato non rende giustizia alla storia e sostiene un'immagine storica nazionale e antifrancese del XIX secolo. L'iscrizione è stata affissa in occasione del 200º anniversario della distruzione dello Stadtamhof e diverse richieste di revisione sono state finora respinte dall'amministrazione comunale.

#### Collegamenti ferroviari

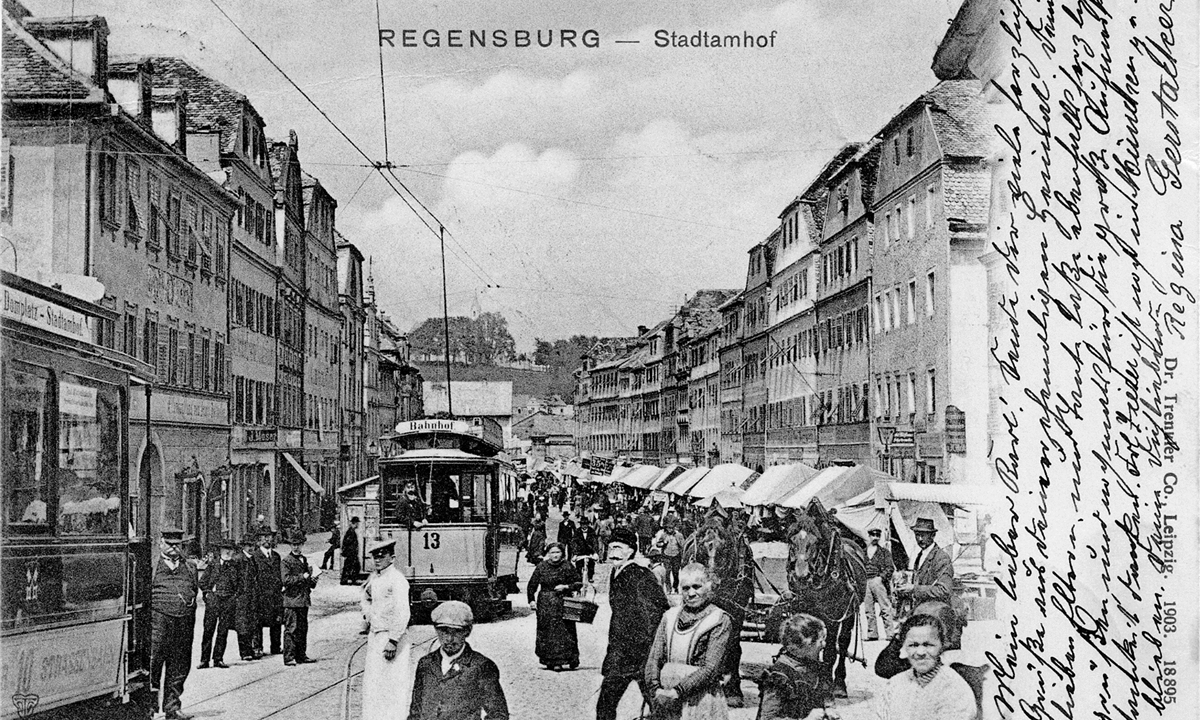
Stadtamhof intorno al 1903 con tram

- Lo Stadtamhof divenne il punto di partenza della ferrovia Walhalla nel 1889
- Divenne il capolinea di una linea del nuovo tram di Ratisbona nel 1902

### XX secolo

#### Colosseo
Da marzo ad aprile 1945 c'era un campo satellite del campo di concentramento di Flossenbürg nell'ex locanda del Colosseo.

## Attrazioni turistiche

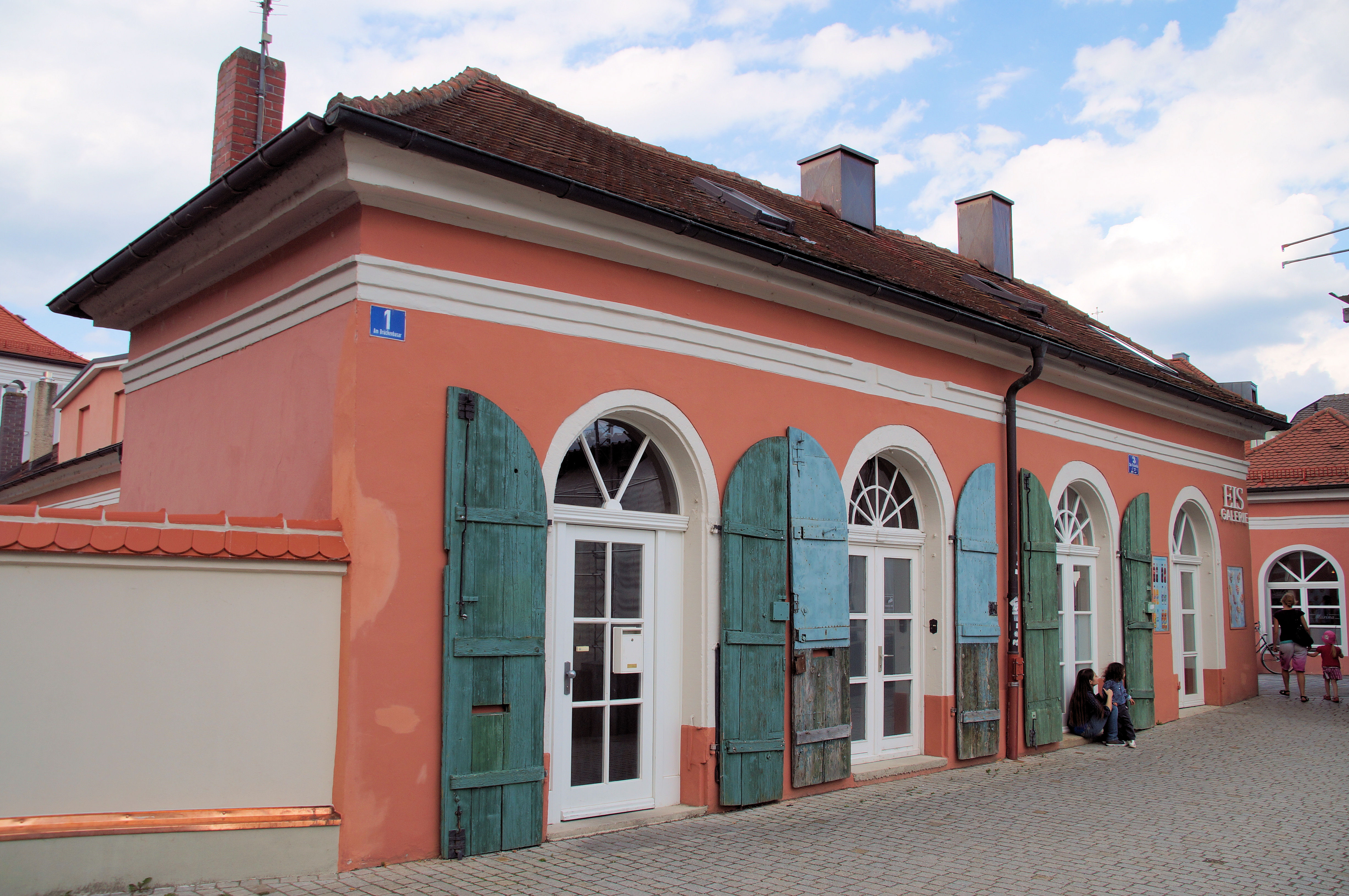
Bazar del ponte n. 1–3 Stadtamhof

- All'estremità settentrionale del mercato centrale e della strada principale, l'ex porta settentrionale della città fu ricostruita in stile neoclassico in occasione della ricostruzione della città, che era stata distrutta nel 1809. Porta il nome Pylonentor e ricorda una porta egiziana.[23]
- All'estremità meridionale del mercato centrale e della strada principale, dopo il 1810 e la completa demolizione di tutte le fortificazioni cittadine pesantemente danneggiate. I nuovi edifici racchiudevano un'area rettangolare, l'ex testa di ponte Stadtamhofer, sede della distrutta Torre Nera, la terza torre d'ingresso del Ponte di Pietra. Quasi tutti gli edifici del bazar sono stati successivamente modificati più volte, ma l'impressione generale dell'insieme dell'edificio è stata mantenuta.[24]

- edificio della chiesa

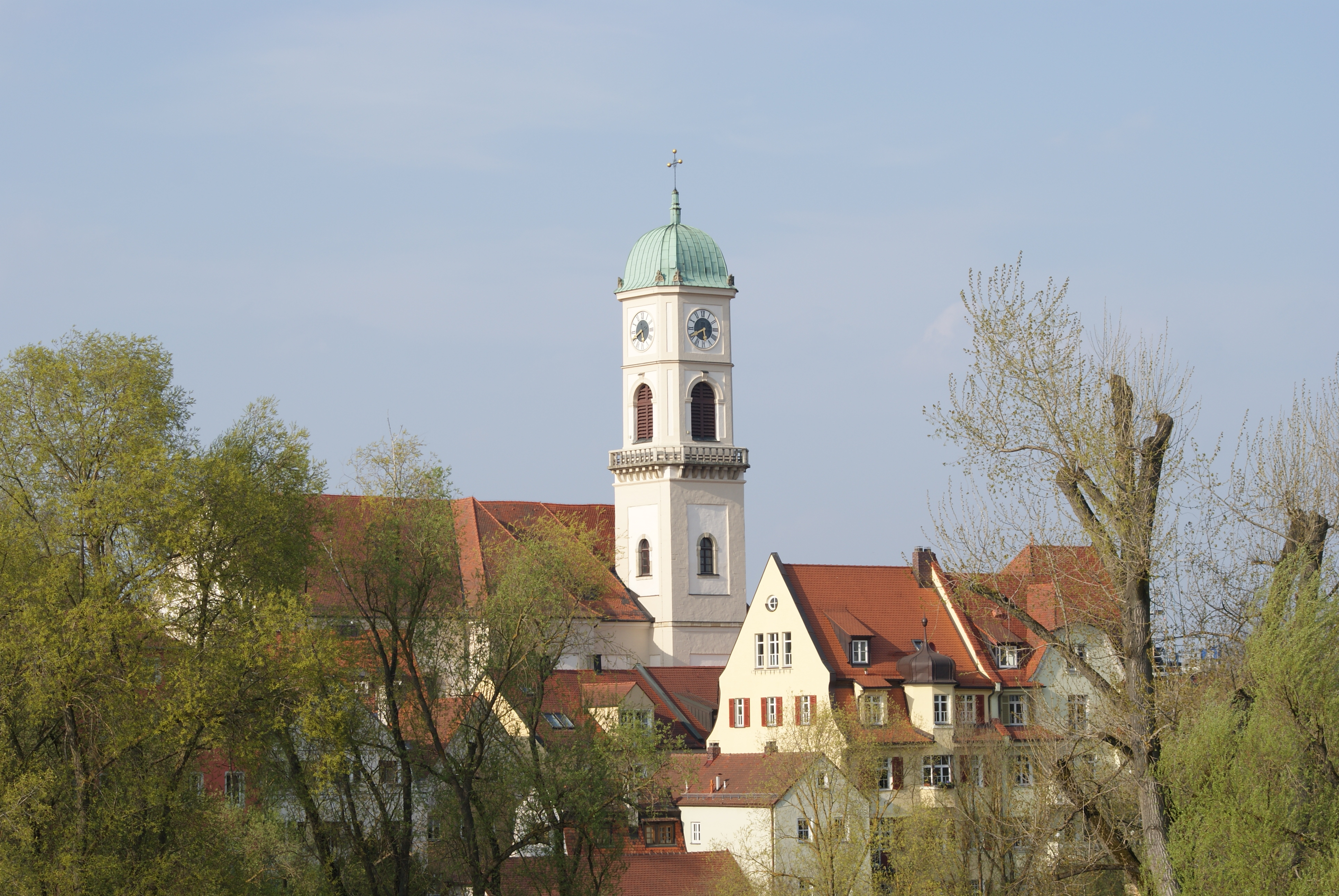
Sant'Andrea e San Mang

  - La chiesa rococò e l'ex collegiata di St. Mang ora funge da chiesa parrocchiale di Stadtamhof. Il collegio per la musica sacra è ora ospitato negli edifici del monastero, che furono secolarizzati nel 1803.
  - La scuola Gerhardinger, intitolata alla monaca di Stadtamhofer Karoline Gerhardinger, è situata nell'edificio dei cori femminili agostiniani dal 1814.
  - Il monastero di San Cassiano, demolito nel 1891, e la chiesa annessa, demolita nel 1911, si trovavano in Franziskanerplatz
  - Il monastero del Sacro Cuore delle Donne del Coro Agostiniano
  - L'ex monastero di Santa Caterina fu soppresso già nel 1316, mentre il Katharinenspital con la chiesa dell'ospedale e il famoso biergarten esiste ancora oggi. Sebbene sul lato Stadtamhof del Danubio, l'area ospedaliera apparteneva alla città imperiale di Ratisbona.
- Fischlsäule, un pilastro barocco (1720 circa) alla confluenza di Seifensiedergasse e Andreasstrasse. Il fondatore fu il comandante della nave Johann Fischl, davanti alla cui casa (Am Gries 15) rimase la colonna fino al 1922.
- L'Andreasstadel è un deposito del sale a due piani costruito nel 1597. È il più antico edificio profano conservato a Stadtamhof e serviva per il commercio del sale bavarese, reso più costoso o addirittura ostacolato dalla città imperiale di Ratisbona, sul ponte di pietra, mediante l'imposizione di tariffe doganali. Oggi il deposito ospita appartamenti privati, studi per artisti, un ristorante e un cinema.

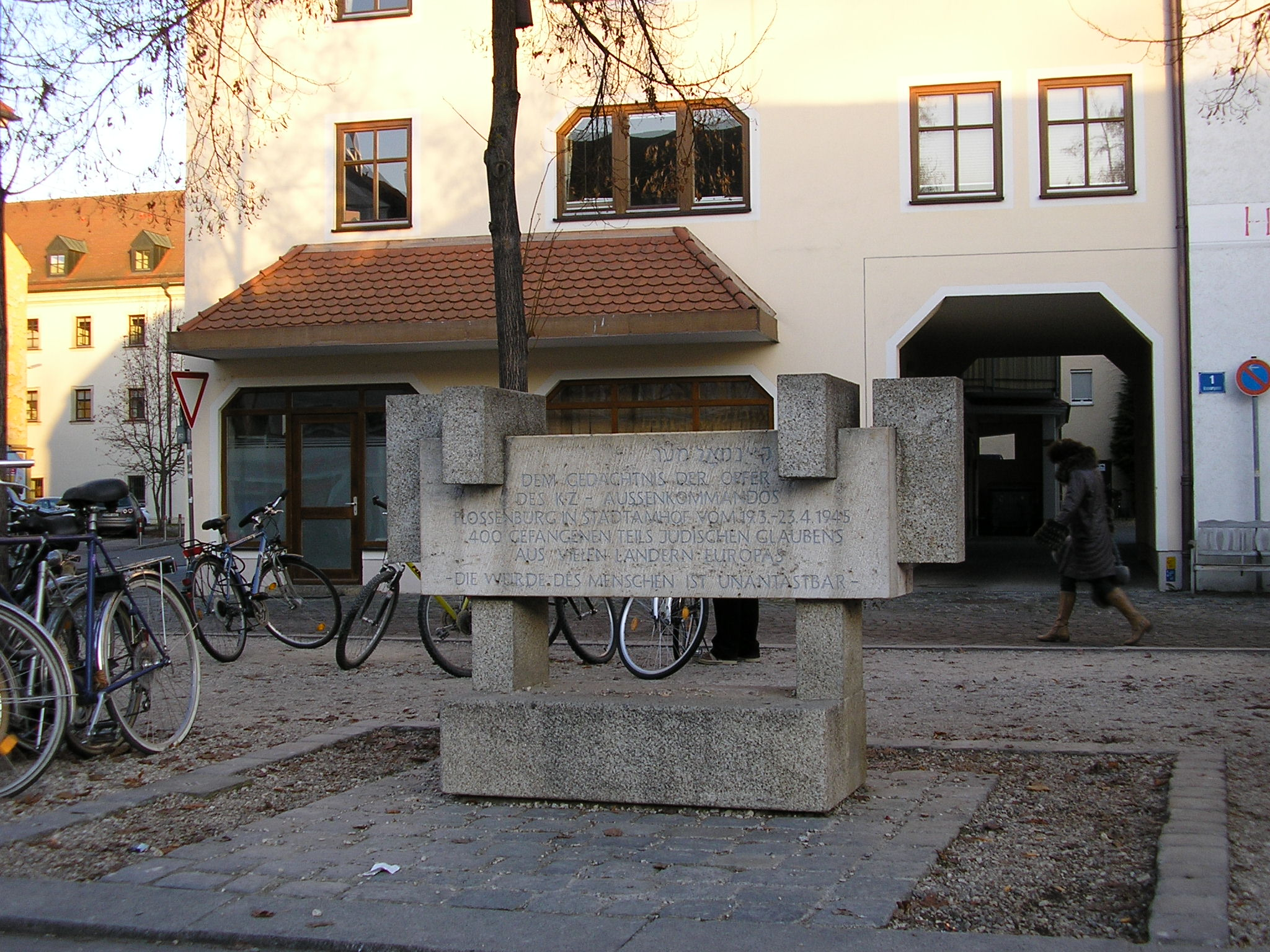
Lapide del Colosseo, 1994

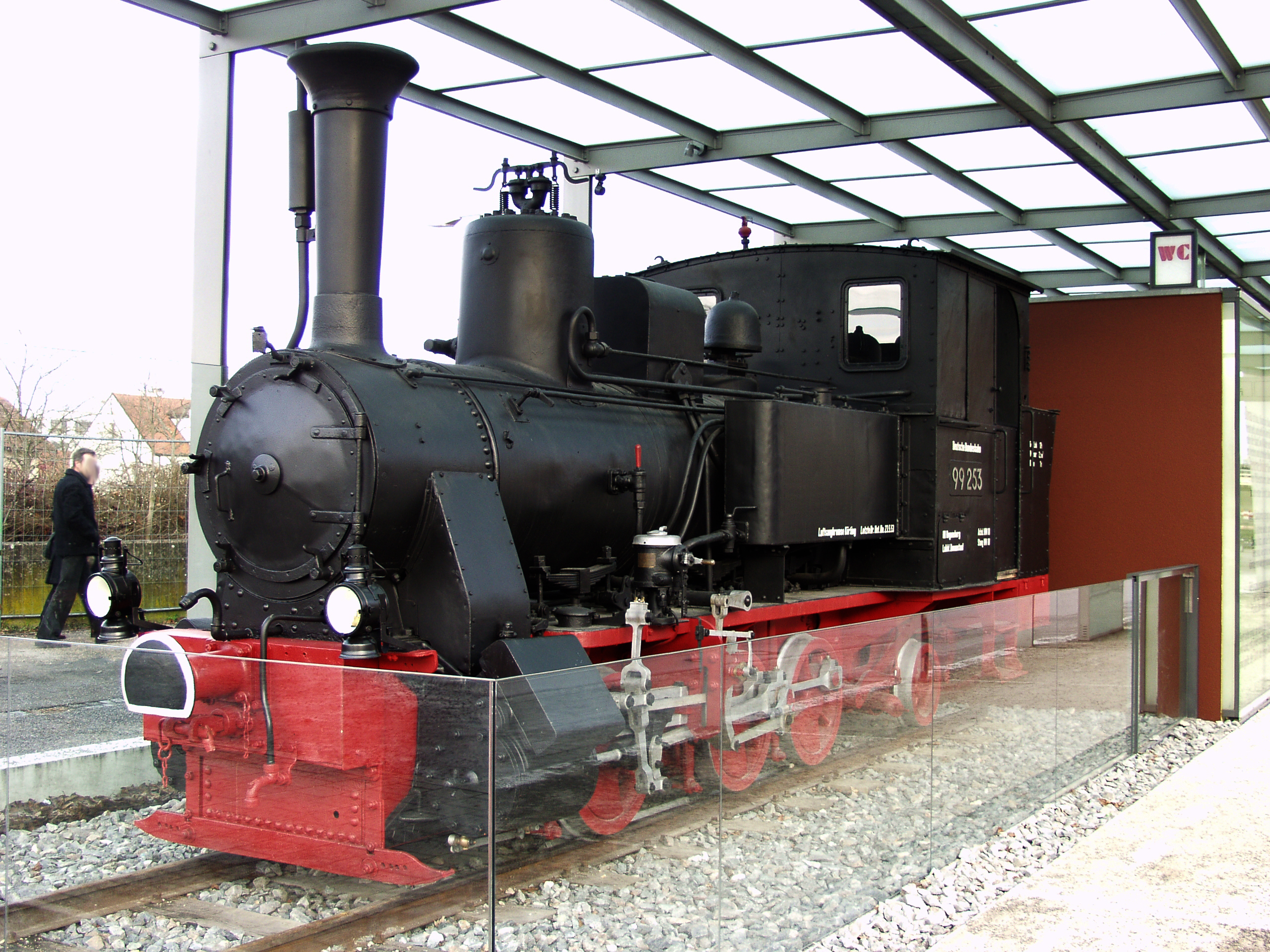
Locomotiva a scartamento ridotto Walhalla-Bockerl am Stadl (Walhallabahn)

- L'edificio dell'ex municipio si trova al numero 7 della strada principale.
- Iscrizioni commemorative al campo di concentramento - Sottocampo del Colosseo nel ristorante con lo stesso nome
- La locomotiva a scartamento ridotto Walhalla-Bockerl della Walhallabahn, che fino al 1968 correva fino a Wörth sul Danubio, si trova di fronte al Canale europeo.